# Маникюры
«Маникюры» — первый студийный альбом рок-группы «Мантана», который был выпущен в мае 2001 года.

## История альбома
Релиз дебютного альбома состоялся 26 мая 2001 года в Минске. Это событие отметили концертом в ДК «Тракторного завода». Презентация альбома прошла в Москве 4 июня 2001 года в «Дзен-клубе». На презентацию альбома были приглашены гости: группа «Ляпис Трубецкой» и Карл Хламкин. Альбом был полностью записан на московской тон-студии «Союз». Сведением альбома занимались саунд-продюсер Андрей Кучеренко и Константин Ясинский (тон-студия «Союз»). Для альбома было записано 10 студийных композиций и снят видеоклип на заглавную песню альбома «Маникюры» режиссёром Леонидом Залесским.
Песню «Никто не увидит, никто не узнает» для альбома написал Сергей Михалок (лидер группы «Ляпис Трубецкой») вместе с Алесей Берулава. В записи песни «Маникюры» принял участие Игорь Москаленко. Он исполнил партию ударных в песне и стал участником рок-группы «Мантана».

## Список композиций
1. Это не я (3:03)
2. Маникюры (3:20)
3. Крестики (4:04)
4. Никто не увидит, никто не узнает (4:02)
5. Холодок (3:39)
6. Про солнце (3:37)
7. Если бы (4:20)
8. Потому что (3:23)
9. Ласточки (2:57)
10. Шоколад (2:39)

## Участники
- Алеся Берулава — вокал, лидер группы, автор песен.
- Марина Берулава — вокал, тамбурин.
- Павел Третяк — гитара.
- Олег Устинович «Паганини» — бас-гитара.
- Денис Воронцов — клавишные
- Алексей Любавин — ударные, (треки 1, 3, 4, 5, 6, 7, 8, 9, 10).
- Игорь Москаленко — ударные, (трек 2)

Над альбомом также работали:
- Сергей Михалок — музыка (трек 4)
- Андрей Кучеренко — сведение
- Константин Ясинский — сведение

## Оформление
Дизайн альбома разработал Александр Фёдоров. Для оформления альбома были использованы фотографии, сделанные Рифатом Юнисовым и Дмитрием Сущевичем. Всё издание оформлено с использованием изображений джинсовой ткани. На обложке изображён элемент джинсовой одежды с карманом и приложенной к нему женской рукой с белым маникюром. Почти в середине обложки (левее женской руки), расположен светло-коричневый логотип прямоугольной формы с чёрной надписью названия группы «Мантана». В правом нижнем углу находится надпись белого цвета с названием альбома «Маникюры». Компакт-диск оформлен в виде джинсовой ткани с аналогичным обложке логотипом вверху (посередине) с названием группы «Мантана» и белой надписью внизу (посередине) с названием альбома «Маникюры».
Внутри имеется вкладыш, оформленный в общей концепции дизайна издания. В нём содержится фотосессия группы для дебютного альбома вместе с напечатанными текстами пяти песен («Маникюры», «Потому что», «Холодок», «Никто не увидит, никто не узнает», «Это не я»). Последняя страница вкладыша содержит список композиций на компакт-диске с указанием авторов песен, а также указан состав группы и музыкантов, участвовавших в записи. На заднем вкладыше издания имеется указание о том, что компакт-диск включает видеоклип на песню «Маникюры» (режиссёр Леонид Залесский).

## Интересные факты
- Песни альбома вошли в сборники популярной музыки «Superhit Охота 1» и «Союз 27» (песня «Потому что»)[7], «Superhit Охота 2» (песня «Маникюры»), «Superhit Охота 3» и «Союз 28» (песня «Никто не увидит, никто не узнает») студии «Союз»[8].
- На песни из альбома были сняты видеоклипы «Потому что» (2000 год)[7] и «Маникюры» (2001 год)[5]. Они вошли в номерные сборники видеоклипов популярных исполнителей «Союз 27» (клип «Потому что») и «Союз 28» (клип «Маникюры») студии «Союз».
- Альбом помимо десяти композиций содержит видеоклип на заглавную песню «Маникюры» (2001 год).

## Песни альбома в саундтреках
Песню «Это не я» можно услышать в новогоднем телефильме «Новогодние приключения, или Поезд № 1» (2002 год).